# Maguireanthus ayangannae
Maguireanthus ayangannae är en tvåhjärtbladig växtart som beskrevs av John Julius Wurdack. Maguireanthus ayangannae ingår i släktet Maguireanthus och familjen Melastomataceae. Inga underarter finns listade i Catalogue of Life.